# Liste der Kulturdenkmäler in Wölferlingen
In der Liste der Kulturdenkmäler in Wölferlingen sind alle Kulturdenkmäler der rheinland-pfälzischen Ortsgemeinde Wölferlingen einschließlich des Ortsteils Düringen aufgeführt. Grundlage ist die Denkmalliste des Landes Rheinland-Pfalz (Stand: 21. Dezember 2021).

## Einzeldenkmäler
| Bezeichnung              | Lage                                          | Baujahr | Beschreibung                                | Bild                           |
| ------------------------ | --------------------------------------------- | ------- | ------------------------------------------- | ------------------------------ |
| Evangelische Pfarrkirche | Wölferlingen, Hauptstraße Lage                | 1751    | Saalbau, 1751                               | weitere Bilder Fotos hochladen |
| Kriegerdenkmal           | Wölferlingen, Hauptstraße Lage                | um 1900 | Kriegerdenkmal 1870/71                      | weitere Bilder Fotos hochladen |
| Kriegerdenkmal           | Wölferlingen, Hauptstraße Lage                | um 1930 | Kriegerdenkmal 1914/18, nach 1945 erweitert | weitere Bilder Fotos hochladen |
| Brunnenkammer            | Düringen, Düringer Straße, vor Nr. 16/18 Lage |         | Brunnenkammer                               | weitere Bilder Fotos hochladen |